# Р
La Р, minuscolo р, chiamata er, è una lettera dell'alfabeto cirillico. Rappresenta la consonante vibrante alveolare IPA /r/. Ha la medesima forma della lettera dell'alfabeto latino P, ed è derivata dalla lettera greca rho (Ρ, ρ).
| Lettera cirillica | Pronuncia IPA | Trascrizione scientifica | Trascrizione inglese | Trascrizione tedesca | Trascrizione francese |
| ----------------- | ------------- | ------------------------ | -------------------- | -------------------- | --------------------- |
| Р                 | /r/           | r                        | r                    | r                    | r                     |

Corrisponde alla lettera latina R. Il disegno di R però ne differisce per una linea attaccata ad essa, che fu introdotta dai romani per distinguerla dalla lettera P, che non ha alcuna relazione con questa.